# Chung kết UEFA Champions League 1994
Trận chung kết UEFA Champions League năm 1994 là trận chung kết thứ hai của UEFA Champions League và là trận chung kết thứ ba mươi chín của Cúp C1 châu Âu. Đây là trận đấu giữa AC Milan của Ý và FC Barcelona của Tây Ban Nha trên sân vận động Olympic ở Athens, Hy Lạp vào ngày 18 tháng 5 năm 1994. Với chiến thắng 4–0, AC Milan lần thứ năm giành UEFA Champions League. Marcel Desailly trở thành cầu thủ đầu tiên giành cúp 2 năm liên tiếp với 2 câu lạc bộ khác nhau (với Olympique Marseille năm 1993).

## Chi tiết trận đấu
| Milan                                             | 4–0                  | Barcelona |
| ------------------------------------------------- | -------------------- | --------- |
| Massaro 22', 45+2' · Savićević 47' · Desailly 58' | Chi tiết MatchCentre |           |

| Milan | Barcelona |

| |    |                     |     |     |
| |    |                     |     |     |
| TM | 1  | Sebastiano Rossi    |     |     |
| HV | 3  | Christian Panucci   | 35' |     |
| HV | 6  | Filippo Galli       |     |     |
| HV | 2  | Mauro Tassotti (ĐT) | 88' |     |
| HV | 5  | Paolo Maldini       |     | 83' |
| TV | 4  | Demetrio Albertini  | 53' |     |
| TV | 8  | Marcel Desailly     |     |     |
| TV | 7  | Roberto Donadoni    |     |     |
| TV | 9  | Zvonimir Boban      |     |     |
| TĐ | 10 | Dejan Savićević     |     |     |
| TĐ | 11 | Daniele Massaro     | 45' |     |
| Dự bị: |    |                     |     |     |
| HV | 12 | Stefano Nava        |     | 83' |
| MF | 14 | Angelo Carbone      |     |     |
| MF | 15 | Gianluigi Lentini   |     |     |
| FW | 16 | Marco Simone        |     |     |
| Huấn luyện viên:                                                                                           |    |                     |     |     |
| Fabio Capello Trợ lý trọng tài: Rob Harris (Anh) Roy Pearson (Anh) Trọng tài thứ tư: Martin Bodenham (Anh) |    |                     |     |     |

|                  |    |                         |     |     |
|                  |    |                         |     |     |
| TM               | 1  | Andoni Zubizarreta      |     |     |
| HV               | 2  | Albert Ferrer           | 58' |     |
| HV               | 5  | Miguel Ángel Nadal (ĐT) | 54' |     |
| TV               | 3  | Josep Guardiola         |     |     |
| HV               | 4  | Ronald Koeman           |     |     |
| TV               | 6  | José Mari Bakero        | 48' |     |
| HV               | 7  | Sergi                   | 55' | 71' |
| TV               | 9  | Guillermo Amor          |     |     |
| TĐ               | 10 | Romário                 |     |     |
| TĐ               | 8  | Hristo Stoichkov        | 24' |     |
| TĐ               | 11 | Txiki Beguiristain      |     | 51' |
| Dự bị:           |    |                         |     |     |
| TV               | 13 | Eusebio                 |     | 51' |
| TV               | 16 | Quique Estebaranz       |     | 71' |
| GK               | 13 | Carles Busquets         |     |     |
| DF               | 12 | Juan Carlos             |     |     |
| MF               | 15 | Ion Andoni Goikoetxea   |     |     |
| Huấn luyện viên: |    |                         |     |     |
| Johan Cruyff     |    |                         |     |     |